# 勒布兰
勒布兰（法語：Leboulin，法語發音：[ləbulɛ̃]）是法国热尔省的一个市镇，属于欧什区。

## 地理
勒布兰（43°39'59"N, 0°39'54"E）面积8.91 平方千米，位于法国奧克西塔尼大區热尔省，该省份为法国西南部内陆省份，北起顺时针与洛特-加龙省、塔恩-加龙省、上加龙省、上比利牛斯省、大西洋比利牛斯省和朗德省接壤。
与勒布兰接壤的市镇（或旧市镇、城区）包括：蒙托莱克雷诺、欧什、拉伊特、马尔桑、蒙泰居、努加鲁莱。

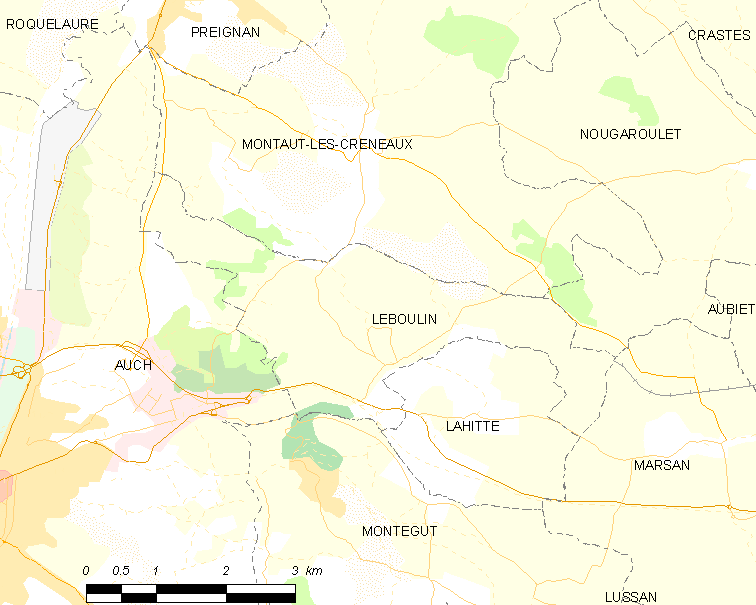
勒布兰的OSM定位图

勒布兰的时区为UTC+01:00、UTC+02:00（夏令时）。

## 行政
勒布兰的邮政编码为32810，INSEE市镇编码为32207。

## 政治
勒布兰所属的省级选区为欧什第二县。

## 人口

1962-2008年间勒布兰人口变化图示

勒布兰于2022年1月1日时的人口数量为344人。